# Zahit Atakan
Zahit Atakan (* 1923 in Istanbul; † 9. Dezember 2013 in Heybeliada) war ein türkischer Admiral, der zuletzt von 1983 bis 1986 Oberkommandierender der Marine (Türk Deniz Kuvvetleri) war.

## Leben

### Marineoffizier
Atakan trat nach dem Schulbesuch am 1. April 1941 in die Marineschule (Deniz Harp Okulu) ein und schloss diese am 1943 als Fähnrich zur See (Asteğmen) ab. Im Anschluss fand er im Flottenkommando Verwendung als Offizier auf verschiedenen Zerstörern und U-Booten, aber auch als Sektionschef und Zweiter Offizier. Danach war er von 1955 bis 1957 Kommandant der TCG Oruçreis und 1957 Kommandant des U-Bootes TCG II. İnönü (S-331) sowie nach Beendigung seiner Ausbildung zum Stabsoffizier an der Marineakademie (Deniz Harp Akademisi) zwischen 1959 und 1961 Kommandant des U-Bootes I. İnönü (S 330).
Nach anderen Verwendungen war er zwischen 1964 und 1965 Kommodore der II. U-Boot-Flottille sowie von 1967 bis 1969 Kommandant der Seekadettenanstalt (Deniz Lisesi).

### Aufstieg zum Admiral
Nach seiner Beförderung zum Flottillenadmiral (Tuğamiral) 1969 wurde Atakan zunächst Kommandant der Marineschule sowie anschließend von 1970 bis 1971 Kommandeur der Marineverbände im Schwarzen Meer (Karadeniz Bölge Komutanlığı) in Ereğli, die zum Regionalkommando Nord (Kuzey Deniz Saha Komutanlığı) gehören. Im Anschluss folgte von 1971 bis 1972 eine Verwendung als Marineassistent beim Leiter der Abteilung für Logistische Planung und Koordinierung im Generalstab der Türkei sowie zwischen 1972 und 1973 als Kommandeur der Marineverbände für den Bosporus (İstanbul Boğaz Komutanlığı) in Anadolu Kavağı, die ebenfalls zum Regionalkommando Nord gehören.
1973 wurde Atakan zum Konteradmiral (Tümamiral) befördert und übernahm zugleich bis 1974 die Funktion als stellvertretender Leiter der Abteilung für Nachrichtendienste im Generalstab. Danach war er von 1974 bis 1975 Kommandeur des U-Boot-Geschwaders, ehe er von 1976 bis 1979 Leiter der Abteilung Nachrichtendienste im Generalstab war und als solcher 1977 auch zum Vizeadmiral (Koramiral) befördert wurde. Im Anschluss fungierte er von 1979 bis 1981 als Oberbefehlshaber des Regionalkommandos Nord.
Am 30. August 1981 wurde Atakan zum Admiral (Oramiral) befördert und übernahm daraufhin die Funktion als Oberkommandierender des Flottenkommandos (Donanma Komutanlığı). Am 6. Dezember 1983 folgte er schließlich Admiral Nejat Tümer als Oberkommandierender der Marine (Deniz Kuvvetleri Komutanı) und blieb bis zum 22. August 1986 in diesem Amt. Er wurde daraufhin von Admiral Emin Göksan abgelöst und trat offiziell am 1. September 1986 in den Ruhestand.
Atakan war verheiratet und Vater zweier Kinder.